# Еон (бренд)
Еон је бренд предузећа United Group под којим ради на тржишту телекомуникација Босне и Херцеговине, Бугарске, Грчке, Словеније, Србије, Црне Горе и Хрватске.